# Clytia paulensis
Clytia paulensis is een hydroïdpoliep uit de familie Campanulariidae. De poliep komt uit het geslacht Clytia. Clytia paulensis werd in 1910 voor het eerst wetenschappelijk beschreven door Vanhöffen. 